# 얼룩말
얼룩말(Zebra)은 얼룩말아속(학명: Hippotigris)과 그레비얼룩말아속(학명: Dolichohippus)에 속한 모든 포유류를 총칭하는 말로, 시각적으로는 말과 포유류 가운데 검고 흰 무늬가 있는 것을 가리킨다.

## 생태
현존하는 얼룩말은 모두 3종이며, 자연적으로는 아프리카 대륙에서만 서식한다. 가장 눈에 띄는 특징인 흑백 줄무늬는 인간의 지문처럼 개체마다 가지각색이다. 일반적으로는 대규모 무리를 지어 사는 동물이며, 사육이 시도되고 있으나 말이나 당나귀와는 달리 이제껏 단 한 번도 가축화가 되지 않았다.

## 몸
줄무늬는 털뿐만 아니라 피부에도 진하거나 엷게 나타난다. 종류에 따라 줄무늬의 굵기가 다르고, 또 배의 아랫면과 다리에 줄무늬가 있는 것과 없는 것이 있다. 목의 등 쪽 중앙에 있는 갈기는 항상 서 있으며 쓰러지는 일이 없다. 꼬리털은 끝 부분에 있는 것만 길다. 몸보다 머리 부분이 크다.

## 생활
수십 수천 마리가 큰 무리를 지어 영양류 등의 다른 초식동물과 함께 지낸다. 큰 무리는 수컷 리더의 통솔 아래 십여 마리의 가족집단으로 이루어진 복합체이다. 주요 먹이는 풀이며, 영양류가 먹을 수 없을 만큼 줄기가 단단한 풀도 먹는다. 천적은 사자와 점박이하이에나, 아프리카들개, 나일악어 인데 치타와 표범은 새끼 얼룩말과 아성체 얼룩말을 잡아먹는다. 뒷발의 힘이 매우 세서 사자 등의 천적이 나타나면 뒷발로 방어한다.

## 종
- 얼룩말아속 (Equus (Hippotigris))
  - 산얼룩말 (Equus zebra)
    - 케이프산얼룩말 (E. z. zebra)
    - 하트만산얼룩말 (E. z. hartmannae)

  - 사바나얼룩말 (Equus quagga)
    - † 콰가 (E. q. quagga)
    - 그랜트얼룩말 (E. q. boehmi)
    - 부르첼얼룩말 (E. q. burchellii)
    - E. q. borensis
    - 채프먼얼룩말 (E. q. chapmani)
    - E. q. crawshayi
- 그레비얼룩말아속 (Equus (Dolichohippus))
  - 그레비얼룩말 (Equus grevyi)